# Myrmecia dimidiata
Myrmecia dimidiata är en myrart som beskrevs av Clark 1951. Myrmecia dimidiata ingår i släktet bulldoggsmyror, och familjen myror. Inga underarter finns listade i Catalogue of Life.